# Razprava o astrologiji v kaijuanskem obdobju
Razprava o astrologiji v kaijuanskem obdobju (kitajsko 開元占經), imenovana tudi Kaijuanska opazovanja zvezd, (Kaijuan Džandžing) je kitajska astrološka enciklopedija, ki so jo v kaijuanskem obdobju dinastije Tang v letih 714 do 724 n. št. uredili Gautama Siddha in skupina učenjakov.   
Knjiga je razdeljena na 120 zvezkov in obsega okoli 600.000 besed. Kaijuan Džandžing vključuje številne fragmente drugih del, vključno s katalogoma zvezd Ši Šena in Gan Deja ter v 104. poglavju prevedeno različico indijskega koledarja Navagraha. Avtor je morda uporabil tudi Jisidžan, ki ga je sestavil Li Čunfeng okoli leta 645. V Kaijuan Džandžing je tudi v kitajščino prevedena  Arjabhatova tabela sinusov, delo slavnega istoimenskega indijskega astronoma.
Kaijuan Džandžing so prenehali prepisovati v 10. stoletju. Leta 1616 je bila deležna pozornosti učenjaka Čeng Mingšana in bila pozneje vključena v zbirke Siku Čuanšu iz 18. stoletja. 

## Vira
- Bai Shouyi;  in sod. (1989). A Comprehensive History of China. Zv. 10. Shanghai: Shanghai Renmin Chubanshe. str. 2, 008–2, 009. ISBN 7-208-04997-1.
- Liu Shaojun (1992). Studies of the Chinese Mystical Culture Series : Comment and Review on the Ancient Astrology. Beijing: Beijing Normal University Press. str. 107–111. ISBN 7-303-01790-9.